# Rodrigo Pérez
Pour les articles homonymes, voir Pérez.
Rodrigo Pérez est un joueur de football professionnel chilien né le 19 août 1973 à Rancagua. Il évolue au poste de défenseur au Deportes Iquique.

## Biographie
Entre 1995 et 2005, il a totalisé 32 sélections et 0 but pour l'équipe du Chili.

## Palmarès
| Année | Titre                                        | Club             | Pays  |
| 2003  | Vainqueur de la Primera División (ouverture) | Cobreloa         | Chili |
| 2003  | Vainqueur de la Primera División (clôture)   | Cobreloa         | Chili |
| 2004  | Vainqueur de la Primera División (clôture)   | Cobreloa         | Chili |
| 2006  | Vainqueur du Torneo Descentralizado          | Alianza          | Pérou |
| 2010  | Vainqueur de la Primera División B           | Deportes Iquique | Chili |
| 2010  | Vainqueur de la Copa Chile                   | Deportes Iquique | Chili |